# Yvonne Griley
Yvonne Griley Martínez (Barcelona, 1964) es una política española. Desde el 18 de enero de 2011 hasta el 8 de enero de 2013, fue directora general de Política Lingüística del gobierno autonómico catalán.

## Biografía
Griley se licenció en Filología Hispánica y en lingüística aplicada por la Universidad de Barcelona. Además, obtuvo un máster en Función Gerencial de las Administraciones Públicas por el ESADE.
Militante de Convergencia Democrática de Cataluña (CDC) desde 1992, formó parte del Comité Ejecutivo Comarcal del Vallés Oriental y del Consejo Nacional de CDC. Ha sido secretaria comarcal de Convergència por la Igualdad y miembro de la Secretaría de Cultura de CDC. Participó activamente en la configuración del programa de la Declaración de Barcelona sobre temas lingüísticos y culturales, junto con representantes del Partido Nacionalista Vasco (PNV) y del Bloque Nacionalista Galego (BNG). Miembro de la Junta directiva de Òmnium Cultural en el Vallés Oriental y socia de la entidad Plataforma por la Lengua.
Fue subdirectora general de Política Lingüística del 1996 al 2004. Además también fue vicepresidenta de la subcomisión de Cultura de la Asamblea de las Regiones de Europa (ARE) hasta julio de 2004; miembro del consejo de administración del Consorcio de Terminología de Cataluña (TERMCAT) hasta el 2004 y miembro y vicepresidenta del consejo de administración del Consorcio para la Normalización Lingüística y secretaria del Consejo Social de la Lengua Catalana.
Desde marzo del 2014 es consejera del Consejo del Audiovisual de Cataluña (CAC); coordinadora adjunta de la Comisión de Relaciones con la Sociedad y Educación en Comunicación Audiovisual; presidenta adjunta de Mesa para la Diversidad en el Audiovisual y presidenta adjunta del Foro de entidades de personas usuarias del audiovisual. Es también miembro de la Plataforma por la Lengua y del Círculo de Hermanamiento Occitano-catalán (CAOC).